# Arnprior (Ontario)
Arnprior ist ein Ort im Osten von Renfrew County im Osten Ontarios in Kanada. Es liegt an der Mündung des Madawaska River, wo er im Ottawa Valley in den Ottawa River fließt. 8795 Einwohner zählte die Stadt bei der Volkszählung 2016. Arnprior liegt in Kanadas Wirtschaftsregion.

## Geschichte
Das Gebiet wurde zum ersten Mal durch Archibald McNab besiedelt, der das Gebiet nach dem Heimatland seiner Ahnen Arnprior in Schottland benannte. Nachdem er 1840 durch seine despotische Art, wie er die Menschen, die auf seinem Land lebten enteignet wurde, war das Gebiet bis 1851 unbewirtschaftet. 1851 wurde es schließlich an die Bauholzproduktion mit angeschlossen die im Osten Ontarios entstand. Arnprior wurde schließlich 1862 als Dorf anerkannt. Dreißig Jahre später (1892) wurde Arnprior als Stadt anerkannt.

## Transport- und Verkehrswege
Arnprior liegt am Trans-Canada-Highway-System, wo der Highway 417 nach Osten zum Highway 17 nach Westen wird. Die Stadt wird durch den Arnprior/South Renfrew Municipal Airport bedient und einen nahe liegenden Landeplatz für Wasserflugzeuge. Planmäßige kommerzielle Flüge sind vom Flughafen Ottawa, der 56 Kilometer östlich der Stadt liegt möglich.
Die Stadt liegt am Ottawa River, wird jedoch vom tieferliegenden Ottawa River und dem Sankt-Lorenz-Seeweg durch Wasserfälle getrennt.

## Söhne und Töchter der Stadt
- Randy Pierce (* 1957), Eishockeyspieler und -trainer
- John Ross (* 1961), Freestyle-Skier und Trampolinturner